# Stenelmis xylonastis
Stenelmis xylonastis là một loài bọ cánh cứng trong họ Elmidae. Loài này được Schmude & Barr in Schmude, Barr & Brown miêu tả khoa học năm 1992.